# Raška Gora
Raška Gora är en bergskedja i Bosnien och Hercegovina.   Den ligger i entiteten Federationen Bosnien och Hercegovina, i den södra delen av landet, 60 km sydväst om huvudstaden Sarajevo.
Trakten runt Raška Gora består i huvudsak av gräsmarker. Runt Raška Gora är det ganska tätbefolkat, med 93 invånare per kvadratkilometer.